# Korondi Béla
Korondi Béla György (Erzsébetváros, 1914. augusztus 16. – Budapest, 1949. október 24.) magyar erdőmérnök, csendőr, katonatiszt, aki a kommunizmus idején koncepciós per áldozata lett. 1936-ig vezetékneve Dergán volt.

## Életpályája
1924-ben családja Sopronba költözött. Korondi Béla 1932-ben érettségizett. Ezt követően leszolgálta önkéntes évét, majd erdőmérnöknek tanult, 1937-ben már Korondi néven diplomát szerzett. 1937–1939 között elvégezte a csendőrtiszti tanfolyamot, majd Sopronban és Mosonmagyaróváron teljesített szolgálatot. 1942-ben Budapesten az Államvédelmi Központban Kudar Lajos csendőr ezredes segédje lett századosi rangban.
Korondi szervezte meg 1944. szeptemberében a Horthy Miklós kormányzó által Szovjetunióba küldött fegyverszüneti bizottság átjutását a frontokon. 1944. december 4-én a Gestapo Kudar Lajossal együtt letartóztatta. 1945. január 4-én sikerült megszöknie, Kudart azonban február 11-én valószínűleg kivégezték. Korondi február 5-én csatlakozott a szovjetekhez és részt vett Budapest, valamint a Dunántúl elfoglalásában.
A háború után Pálffy Györgyöt segítette az új hadsereg megszervezésében, őrnagyi rangot kapott. 1945. augusztusában a katonapolitikai osztályra került, majd 1946. elejétől a Határőrség Főparancsnokságon töltött be vezetői szerepet. Novemberben átkerült a Belügyminisztériumba, ahol megszervezte a karhatalmi alakulatokat. Ezt követően a Kiképzési Osztály vezetője lett, ezredesi rangban.
1949. július 6-án letartóztatták, majd a Rajk-per katonai vonalát képező Pálffy-perben 2. rendű vádlottként halálra ítélték. A vádirat szerint államellenes összeesküvésnek a tagja volt, amelyet Rajk László vezetett. 1949. október 24-én Pálffy Györggyel és még két társával együtt felakasztották.
Rehabilitálására 1955. végén került sor, Rajk Lászlóval és társaival egyszerre.